# Michelle Trachtenberg

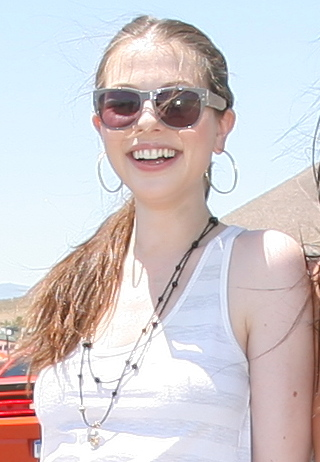
Michelle Trachtenberg (2008)

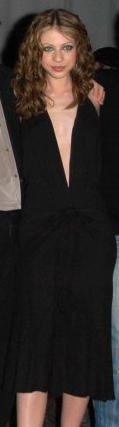
Michelle Trachtenberg (2003)

Michelle Trachtenberg (ur. 11 października 1985 w Nowym Jorku, zm. 26 lutego 2025 tamże) – amerykańska aktorka.

## Życiorys

### Młodość
Urodziła się w Nowym Jorku w rodzinie żydowskiej. Była córką Michaela Trachtenberga, inżyniera światłowodowego, oraz Lany Trachtenberg, menedżer w banku. Jej ojciec pochodzi z Niemiec, a matka z Ukrainy i Michelle potrafiła mówić w języku rosyjskim. Świętowała wraz  z rodziną zarówno Boże Narodzenie, jak i Chanukę. Jej dziadkowie żyli w Izraelu. Michelle, wraz ze starszą siostrą Irene, wychowywała się w Sheepshead Bay na nowojorskim Brooklynie. Uczęszczała do P.S. 99 Elementary School oraz The Bay Academy for the Arts And Sciences Junior High School.

### Kariera
Na szklanym ekranie zadebiutowała w wieku trzech lat, występując w reklamie telewizyjnej. Udzieliła się w blisko stu reklamach. Pierwszą rolą, w której była wymieniona z imienia i nazwiska, była postać Nony F. Mecklenberg, w którą aktorka wcielała się w latach 1994–1996, występując w serialu stacji Nickelodeon The Adventures of Pete and Pete. W tym samym czasie występowała jako Lily Montgomery w operze mydlanej Wszystkie moje dzieci (All My Children). 
Filmową karierę rozpoczęła jako jedenastolatka, występując w tytułowej roli w filmie Harriet szpieg (Harriet the Spy, 1996). Następnie wystąpiła jako Maggie Parker w serialu science-fiction stacji CBS Meego, za który otrzymała pierwszą w swojej karierze nagrodę Young Artist Award. Jako Penny wystąpiła u boku Matthew Brodericka w kinowej adaptacji serialu Inspektor Gadget (1999) i tego samego roku wystąpiła w filmie Can’t Be Heaven. Latem 2000 roku otrzymała rolę Dawn Summers w popularnym serialu fantasy Buffy, postrach wampirów (Buffy the Vampire Slayers), w którą wcielała się aż do końca emisji w 2003 roku. W latach 2001–2003 była prowadzącą show stacji Discovery Kids pt. Truth or Scare. Po sukcesie Buffy i debiucie w roli prowadzącej, w 2004 roku dostała rolę Jenny w komedii Jeffa Schaffera Eurotrip, która przyniosła jej jeszcze większą popularność. Występowała również jako Celeste w hitowym serialu HBO Sześć stóp pod ziemią (Six Feet Under). Wystąpiła u boku Kim Cattrall w głównej roli w komedii familijnej Księżniczka na lodzie (Ice Princess, 2005) oraz jako Melissa Kitt w drugoplanowej roli w slasherze Glena Morgana Krwawe święta (Black Christmas, 2006). Na planie Krwawych świąt poznała swoją przyjaciółkę Katie Cassidy. 
Gościnnie udzieliła się między innymi w serialach Plotkara (Gossip Girl), Robot Chicken, Best Week Ever, Guys Like Us oraz Dr House (House, M.D.). W 2009 roku pojawiła się w filmie Znów mam 17 lat, u boku Zaka Efrona. Wystąpiła gościnnie w teledysku zespołu Fall Out Boy do piosenki „This Ain’t A Scene, It’s An Arms Race”.

## Śmierć
Zmarła w wyniku powikłań związanych z cukrzycą.

## Filmografia

### Filmy kinowe
- 1996: Harriet szpieg (Harriet the Spy) jako Harriet Welsch
- 1998: Życzenie wigilijne Richiego Richa (Richie Rich’s Christmas Wish) jako Gloria
- 1999: Inspektor Gadżet (Inspector Gadget) jako Penny
- 2004: Zły dotyk (Mysterious Skin) jako Wendy
- 2004: Eurotrip jako Jenny
- 2005: Księżniczka na lodzie (Ice Princess) jako Casey Carlyle
- 2006: Krwawe święta (Black Christmas) jako Melissa Kitt
- 2008: Okrążenie (The Circuit) jako Kylie Shines
- 2009: Znów mam 17 lat jako Maggie O’Donnell
- 2011: Szalona noc (Take Me Home Tonight) jako Ashley
- 2013: Sexy Evil Genius  jako Miranda Prague
- 2014: The Scribbler jako Alice

### Telewizja
- 1991: Prawo i porządek (Law & Order) jako Dinah Driscoll
- 1993: Wszystkie moje dzieci (All My Children) jako Lilly Benton Montgomery
- 2000: Buffy: Postrach wampirów (Buffy the Vampire Slayer) jako Dawn Summers
- 2004: Sześć stóp pod ziemią (Six Feet Under) jako Celeste
- 2006: Dr House (House M.D.) jako Melinda
- 2008−2012: Plotkara (Gossip Girl) jako Georgina Sparks
- 2009: Szpital Miłosierdzia jako Chloe Payne
- 2011: Trawka (Weeds) jako Emma
- 2015: Guidance jako Anna
- 2018: Human Kind Of jako Judy Reilly